# Municipio de Freedom (Misuri)
El municipio de Freedom (en inglés: Freedom Township) es un municipio ubicado en el condado de Lafayette en el estado estadounidense de Misuri. En el año 2010 tenía una población de 3546 habitantes y una densidad poblacional de 16,95 personas por km².

## Geografía
El municipio de Freedom se encuentra ubicado en las coordenadas 38°58′22″N 93°37′12″O / 38.97278, -93.62000. Según la Oficina del Censo de los Estados Unidos, el municipio tiene una superficie total de 209.16 km², de la cual 207.07 km² corresponden a tierra firme y (1%) 2.09 km² es agua.

## Demografía
Según el censo de 2010, había 3546 personas residiendo en el municipio de Freedom. La densidad de población era de 16,95 hab./km². De los 3546 habitantes, el municipio de Freedom estaba compuesto por el 97.57% blancos, el 0.2% eran afroamericanos, el 0.23% eran amerindios, el 0.23% eran asiáticos, el 0.11% eran isleños del Pacífico, el 0.42% eran de otras razas y el 1.24% pertenecían a dos o más razas. Del total de la población el 2.06% eran hispanos o latinos de cualquier raza.